# Civit (Talavera)
Civit es una localidad española perteneciente al municipio leridano de Talavera, en la comunidad autónoma de Cataluña.

## Historia
Antaño un municipio, la localidad contaba hacia 1847 con 51 habitantes. 
En 2020 el núcleo de población de Civit contaba con 17 habitantes y la entidad singular correspondiente con 42 habitantes. Aparece descrito, bajo la denominación «Civit ó Sivit», en el sexto volumen del Diccionario geográfico-estadístico-histórico de España y sus posesiones de Ultramar de Pascual Madoz de la siguiente manera:

CIVIT ó SIVIT: l. con ayunt. en la prov. de Lérida (14 horas.), part. jud. de Cervera (2 1/2), aud. terr. y c. g. de Cataluña (Barcelona 22), dióc. de Vich. (30): sit. en una altura combatido principalmente por el viento N., el clima frio, y saludable: tiene 12 casas y la igl. parr. (Sta. Maria) es de curato de entrada, servida por un cura párroco de nombramiento del ordinario en concurso general, teniendo por aneja la de Stal. Cruz de Pavia, con un vicario: inmediado á la igle. y fuera del pueblo se halla el cementerio. Se estiende el térm. de N. á S. 3/4 de leg. y 1/2 de E. á O.; confinando N. con Bellmunt; E. Anglesona; S. Montargull, y O. Talavera y Pavia á 1/4 de leg. del primero y último, y á 1/2 de los otros dos: se encuentra en él una fuente de buen agua: el terreno montuoso y quebrado en general, es de mala calidad, atravesando por él los caminos que dirigen á los pueblos limítrofes de herradura y en mal estado: la correspondencia la recogen en Sta. Coloma los mismos interesados. prod.: trigos y demas cereales de mala calidad, algun vino y aceite; se cria ganado lanar y se mantiene el vacuno, preciso para las labores del campo; hay caza de conejos, liebres, y abundancia de perdices. pobl.: 7 vec., 51 alm. . cap. imp.: 13,746 rs. contr. el 14,28 por 100 de esta riqueza.
(Madoz, 1847, p. 473)

## Demografía
| Gráfica de evolución demográfica de Civit entre 1842 y 1860 |
| |
| Población de derecho según los censos de población del INE Población de hecho según los censos de población del INEEntre el censo de 1857 y el anterior, crece el término del municipio porque incorpora a 25216 (Talavera), 255050 (Bellmunt), 255278 (Pallerols), 255281 (Pavía), 255315 (Rodell), 255339 (Santa Fe de Monfret) Entre el censo de 1877 y el anterior, este municipio desaparece porque cambia de nombre y aparece como el municipio 25216 (Talavera) |